# Lirceus alabamae
Lirceus alabamae là một loài chân đều trong họ Asellidae. Loài này được Hubricht & Mackin miêu tả khoa học năm 1949.